# (5704) Schumacher
(5704) Schumacher (1950 DE) – planetoida z pasa głównego asteroid okrążająca Słońce w ciągu 5,78 lat w średniej odległości 3,22 j.a. Odkryta 17 lutego 1950 roku.